# Por estas calles (canción)
«Por estas calles» es una canción del músico ítalo-venezolano Yordano. Fue el primer sencillo lanzado de su sexto álbum De Sol a Sol.
Grabada en 1992, está dedicada a la situación política y económica de Venezuela durante la segunda presidencia de Carlos Andrés Pérez. El título de la canción fue adoptado por Ibsen Martínez para la telenovela homónima, considerada como una de las más exitosas de la televisión venezolana. En agosto de 2014, Yordano manifestó "Ojalá, como dije en una oportunidad, no me digan más nunca: ¡qué vigente está la letra!".

## Protagonistas
Gledys Ibarra .... La Negra Eloina
Franklin Virguez ... Eudomar Santos (...como vaya viniendo vamos viendo!)
Roberto Lamarca ... El Dr. Valerio
Maria Alejandra Martin ... La maestra Euridice
Hector Mayerston ... El Corrupto Gobernador
Carlota Sosa ... Amante del Gobernador
y faltan ...